# Opowieść z życia lwów
Opowieść z życia lwów, Stado: Opowieści lwów (ang. Pride, 2004) – brytyjski film dokumentalny ukazujący losy pewnej lwiej rodziny. Dokument ukazuje ich zachowanie, zwyczaje i życie codzienne. Film został wyemitowany 16 grudnia 2007 roku w TVP1.

## Obsada
- Kate Winslet – Suki
- Helen Mirren – Macheeba
- Rupert Graves – Linus
- John Hurt – Harry
- Sean Bean – Dark
- Jim Broadbent – Eddie
- Robbie Coltrane – James
- Martin Freeman – Fleck

i inni

## Wersja polska
Wersja polska: TVP AGENCJA FILMOWA

Reżyseria: Dorota Kawęcka

Dialogi: Katarzyna Precigs

Dźwięk: Wiesław Jurgała

Montaż: Danuta Rajewska

Kierownictwo produkcji: Monika Wojtysiak

Udział wzięli:
- Agnieszka Kunikowska – Afra
- Leszek Zduń
- Jolanta Wołłejko – Matka
- Krzysztof Zakrzewski
- Włodzimierz Bednarski – Nestor
- Artur Kaczmarski – Luca

i inni